# 포스 마쥬어: 화이트 베케이션
《포스 마쥬어: 화이트 베케이션》(스웨덴어: Turist)은 2014년 공개된 드라마영화이다.

## 출연

### 주연
- 요하네스 쿤게
- 리사 로벤 콩슬리
- 빈센트 베테르그렌

### 조연
- 크리스토퍼 히뷰
- 패니 메텔리우스
- 클라라 베테르그렌
- 브래디 코베

## 기타
- 공동제작: 카챠 아도메잇
- 공동제작: 인그베 새데르
- 조감독: 매티어스 엑
- 조감독: 산드라 칼슨
- 사운드슈퍼바이저: 안드레 프랭크
- 미술: 조시핀 아스베르그
- 특수효과: 요한 하르네스크
- 시각효과: 하칸 브롬달
- 의상: 피아 알레보르그
- 배역: 카챠 윅